# Masaaki Takada
Masaaki Takada (jap. 高田 昌明, Takada Masaaki; * 26. Juli 1973 in der Präfektur Chiba) ist ein ehemaliger japanischer Fußballspieler.

## Karriere
Takada erlernte das Fußballspielen in der Schulmannschaft der Funabashi High School. Seinen ersten Vertrag unterschrieb er 1992 bei den Yokohama Flügels. Der Verein spielte in der höchsten Liga des Landes, der J1 League. 1993 gewann er mit dem Verein den Kaiserpokal. Für den Verein absolvierte er 77 Erstligaspiele. 1997 wechselte er zum Ligakonkurrenten Vissel Kōbe . Danach spielte er bei Tokyo Fulie, Yokohama FC, Sony Sendai FC und Shizuoka FC. Ende 2006 beendete er seine Karriere als Fußballspieler.

## Erfolge
Yokohama Flügels
- Kaiserpokal

Sieger: 1993